# Майський (Кваркенський район)
Ма́йський (рос. Майский) — селище у складі Кваркенського району Оренбурзької області, Росія.
Стара назва — Первомайський.

## Населення
Населення — 341 особа (2010; 469 у 2002).
Національний склад (станом на 2002 рік):
- казахи — 61 %
- росіяни — 26 %